# Relaciones Argentina-Emiratos Árabes Unidos
Las relaciones Argentina-Emiratos Árabes Unidos son las relaciones bilaterales entre la República Argentina y los Emiratos Árabes Unidos.

## Historia
Argentina y Emiratos Árabes Unidos son países con historias muy diferentes, pero que han encontrado puntos de encuentro a lo largo de los años. Ambos países han establecido lazos diplomáticos desde hace varias décadas, lo que ha permitido fortalecer la relación bilateral en diferentes ámbitos.

## Comercio bilateral e Inversiones mutuas
El comercio entre Argentina y Emiratos Árabes Unidos ha experimentado un crecimiento significativo en los últimos años. Ambos países han realizado importantes inversiones en diversos sectores, como energía, infraestructura y tecnología, lo que ha contribuido al desarrollo económico de ambas naciones.

## Cooperación internacional e intercambio cultural
La cooperación internacional entre Argentina y Emiratos Árabes Unidos se ha fortalecido en áreas como la educación, la ciencia y la tecnología. Además, ambos países han promovido el intercambio cultural a través de la celebración de eventos, festivales y exposiciones que permiten conocer la riqueza cultural de cada nación.

## Política, diplomacia y defensa
En el ámbito político y diplomático, Argentina y Emiratos Árabes Unidos mantienen una relación constructiva basada en el respeto mutuo y la colaboración en temas de interés común. Ambos países han trabajado juntos en la promoción de la paz y la seguridad en la región, así como en la lucha contra el terrorismo y el crimen organizado.

## Turismo, Arte y patrimonio
El turismo entre Argentina y Emiratos Árabes Unidos ha experimentado un aumento significativo en los últimos años, gracias a la promoción de destinos turísticos, la mejora de las conexiones aéreas y la facilidad para obtener visas entre ambos países. Además, el intercambio cultural ha permitido conocer y apreciar la riqueza artística y el patrimonio histórico de cada nación.

## Misiones diplomáticas
- Argentina tiene una embajada en Abu Dabi.[8]
- Emiratos Árabes Unidos tiene una embajada en Buenos Aires.[9]